# Нова Весь-Мала (Нижньосілезьке воєводство)
Нова Весь-Мала (пол. Nowa Wieś Mała) — село в Польщі, у гміні Пашовиці Яворського повіту Нижньосілезького воєводства.
У 1975-1998 роках село належало до Легницького воєводства.

## Галерея

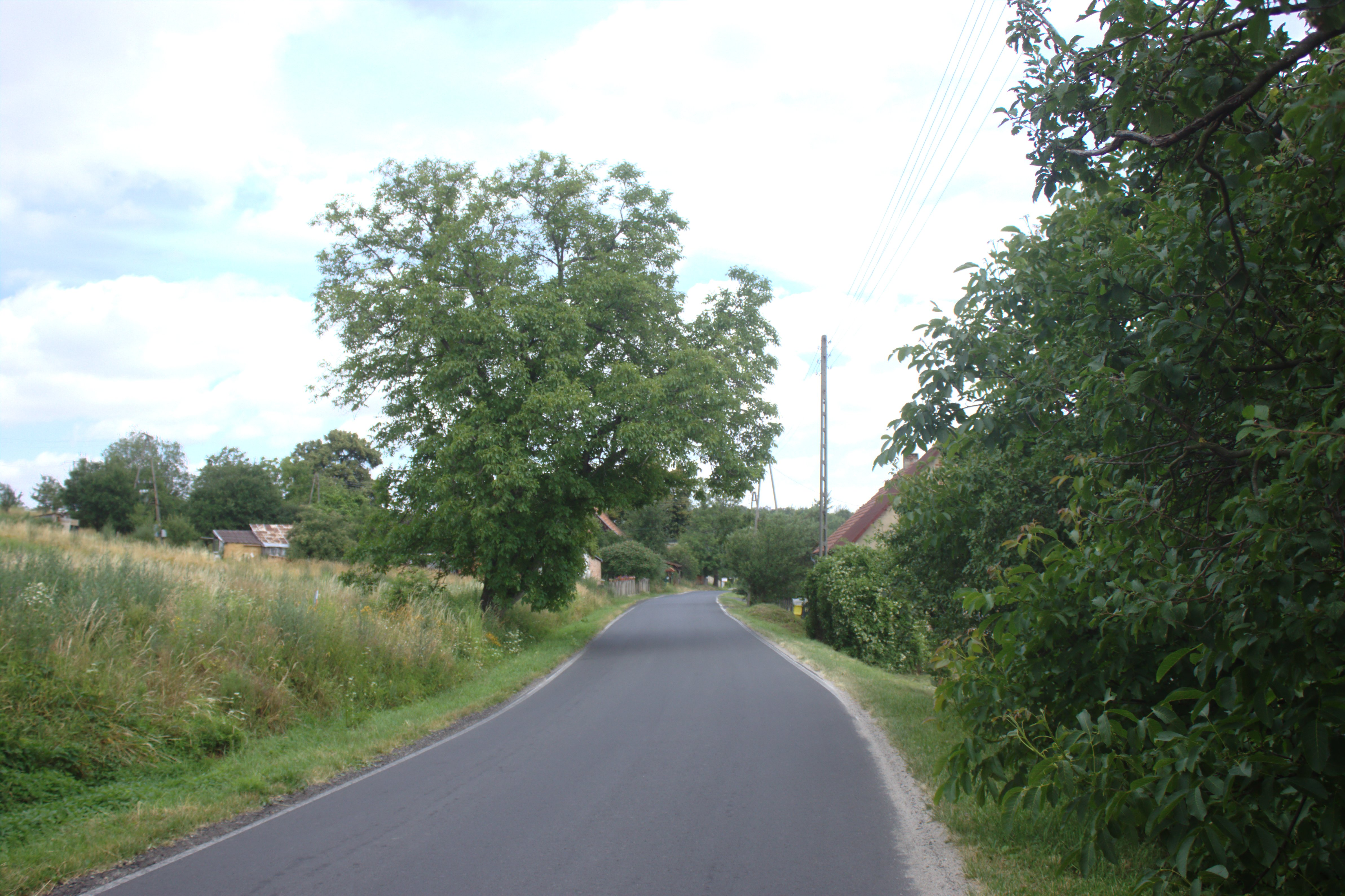
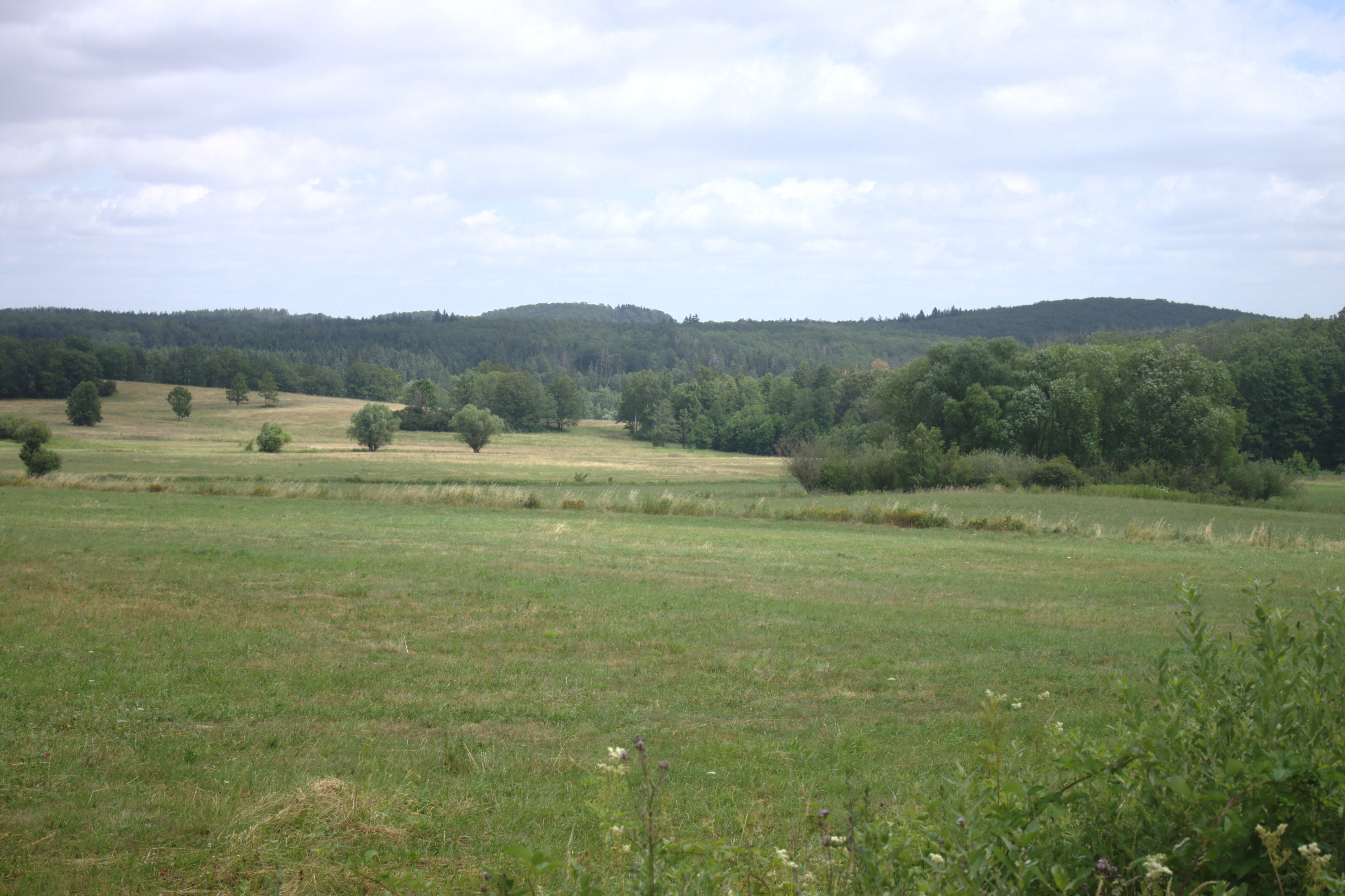